# Malkavian
Los Malkavian son un clan ficticio de vampiros del juego de rol Vampiro: la Mascarada ambientado en el Mundo de Tinieblas, una colección de diferentes historias y sistemas de juego de fantasía y terror.
El clan Malkavian es uno de los trece clanes originarios de la Segunda Ciudad. Cada miembro del clan Malkavian está afectado por una terrible locura que se manifiesta de forma diversa, lo que ha hecho que estos Vástagos sean temidos por el resto de los vampiros, aunque en ocasiones también han sido valorados por sus enigmáticas visiones y profecías. Aunque generalmente se encuentran divididos y desorganizados, en ocasiones manifiestan extraños comportamientos y unifican sus esfuerzos, lo que ha ocurrido en momentos puntuales a lo largo de la historia.
El símbolo Malkavian es un espejo de mano roto.

## Historia
Tras la caída de la Segunda Ciudad y la desaparición de su fundador, los Malkavian se esparcieron por todo el mundo, infectando a la sociedad con sus perspectivas alteradas y su locura. Muchos acudieron a Roma, donde colaboraron con los Ventrue y otros clanes en la destrucción de Cartago. Algunos vástagos creen que la locura de los Malkavian desestabilizó las instituciones y llevó a la caída del Imperio Romano.
Durante la Edad Media fueron en general rechazados y considerados un Bajo Clan. Cuando estalló la Revuelta Anarquista un grupo mayoritario de ellos, dirigidos por el sabio hindú Unmada, se presentaron a los Fundadores de la Camarilla y se unieron a la secta. Vasantasena, una chiquilla de Unmada, se unió con los rebeldes del Sabbat.
Para poder formar parte de la Camarilla, los Malkavian "atenuaron" los poderes que provocaban locura. En una reunión que atrajo a poderosos antiguos y Matusalenes del clan, realizada en Domalize en 1497, los Malkavian "cerraron" en parte sus mentes, salvo una minoría que se resistió a la transformación y se convertirían en los antitribu Malkavian del Sabbat.
A finales del siglo XX estos antitribu Malkavian "infectaron" al resto de sus congéneres con la terrible locura que padecían antaño, devolviéndoles los poderes que habían reprimido. Este cambio podría estar relacionado con la llegada de la Gehenna.

## Disciplinas
- Auspex: incrementa los sentidos de tal forma que hasta se puede llegar a ver el aura de los seres vivos.
- Dementación: esta disciplina, exclusiva de los Malkavian, hace que tengan la capacidad de volver locos a sus enemigos. Esta es una de las habilidades a las que renunciaron en la reunión de 1497 pero que más tarde recuperaron.
- Ofuscación: permite ocultarse de la mirada de los mortales o confundir sus mentes para ser ignorados, pudiendo desaparecer durante tiempo indefinido mientras no deseen mostrarse abiertamente.[2]
- Dominación:(solo los que abandonan su locura) es la disciplina que utilizaron para reemplazar Dementación. Permite influir en la mente de los mortales y vampiros más débiles.[3]

(Vampiro 5 edición)
- Dominación: (solo los que abandonan su locura) es la disciplina que utilizaron para reemplazar Dementación. Permite influir en la mente de los mortales y vampiros más débiles.[3]
- Auspex: incrementa los sentidos de tal forma que hasta se puede llegar a ver el aura de los seres vivos.
- Ofuscación: permite ocultarse de la mirada de los mortales o confundir sus mentes para ser ignorados, pudiendo desaparecer durante tiempo indefinido mientras no deseen mostrarse abiertamente.[2]